# Pier Larrauri
Pier Larrauri Conroy (Siena, Provincia de Siena, Italia, 26 de marzo de 1994) es un futbolista italo-peruano. Juega como mediocentro ofensivo. Tiene 31 años.

## Trayectoria
En el Perú formó parte de los equipos juveniles de Regatas Lima, Universitario de Deportes, Sporting Cristal y Esther Grande de Bentín. Con solo trece años, partió a Alemania para enlistarse en el Bayern de Múnich, sin embargo, abandonó el club. Estuvo a prueba en dos clubes ingleses: el Tottenham Hotspur y el Leicester City. Al final, firmó por este último un contrato de tres años hasta 2014.
El 5 de septiembre de 2012, fue cedido en préstamo al club Pachuca de México por un año. Su debut con los Tuzos se produjo el 23 de enero de 2013 en la victoria de su equipo por 3-1 sobre el Correcaminos en la Copa MX. Su debut con Sporting Cristal se produjo en 2013 frente al Sport Huancayo. Su primer gol en la profesional fue en el año 2014 frente a León de Huánuco.
En 2015 fue traspasado al Cienciano y a mediados de ese mismo año pasó a las filas del Alianza Lima. Por sus buenas actuaciones con el equipo cusqueño durante la primera mitad de la temporada. Una lesión no le permitió disputar muchos partidos ese año con el equipo íntimo, con el cual culminó su recuperación. Debutó oficialmente con Alianza Lima el 25 de noviembre de 2015 en un partido contra su exequipo Sporting Cristal. Alianza Lima ganó el partido por 2-0 y Larrauri hizo su ingreso en el segundo tiempo.

## Selección nacional
Ha sido internacional con la selección de fútbol del Perú en la categoría sub-17, con la cual disputó el Campeonato Sudamericano de Fútbol Sub-17 de 2011 realizado en Ecuador.

## Clubes
| Club                  | País        | Año         | PJ | Goles | Asistencias |
| --------------------- | ----------- | ----------- | -- | ----- | ----------- |
| Leicester City F. C.  | Inglaterra  | 2010 - 2012 | ?  | ?     | ?           |
| C. F. Pachuca         | México      | 2012 - 2013 | 1  | 0     | 0           |
| Sporting Cristal      | Perú        | 2013 - 2014 | 15 | 1     | 0           |
| Cienciano             | Perú        | 2015        | 23 | 7     | 3           |
| Alianza Lima          | Perú        | 2015 - 2016 | 20 | 1     | 1           |
| Deportivo Municipal   | Perú        | 2017 - 2019 | 82 | 15    | 4           |
| Cienciano             | Perú        | 2020        | 21 | 2     | 2           |
| Sport Boys            | Perú        | 2021        | 3  | 0     | 0           |
| Deportivo Binacional  | Perú        | 2022        | 6  | 0     | 0           |
| FAS                   | El Salvador | 2022        | -  | -     | -           |
| Deportivo Coopsol     | Perú        | 2023        | 17 | 1     | -           |
| Ceahlăul Piatra Neamț | Rumania     | 2023 - 2024 | 7  | 0     | 0           |

## Palmarés

### Campeonatos nacionales
| Título                    | Club             | País | Año  |
| ------------------------- | ---------------- | ---- | ---- |
| Primera división del Perú | Sporting Cristal | Perú | 2014 |